# Вежбиця (Красницький повіт)
Вежбиця (пол. Wierzbica) — село в Польщі, у гміні Ужендув Красницького повіту Люблінського воєводства. Населення — 674 особи (2011).

## Демографія
Демографічна структура станом на 31 березня 2011 року:
|          | Загалом | Допрацездатний вік | Працездатний вік | Постпрацездатний вік |
| -------- | ------- | ------------------ | ---------------- | -------------------- |
| Чоловіки | 338     | 94                 | 219              | 25                   |
| Жінки    | 336     | 71                 | 198              | 67                   |
| Разом    | 674     | 165                | 417              | 92                   |